# Tajvani nagysebességű vasút
A 335,5 km hosszú kétvágányú, 25 kV 60 Hz-cel villamosított Tajvani nagysebességű vasút (Taiwan High Speed Rail, THSR) 2007 január 5-én kezdte meg működését, összekötve a Tajvan fővárosát, Tajpejt az ország második legnagyobb városával, Kaohsiung-gal. A hálózat alapját a japán sinkanszeneknél már bevált technológia képezi. A THSR járműparkját a sinkanszen 700-as sorozat szerelvényei alapján készítette a Kawasaki Heavy Industries nevű japán vállalat-csoport. A beruházás értéke 15 milliárd US$, ezzel egyike a világ legnagyobb, magántőke által végrehajtott közlekedés-fejlesztési projektjeinek. Az expresszvonat 90 percre rövidíti a hagyományos vonatokkal 4-6 órás utat Tajpej és Kaohsiung között, de ez az idő körülbelül 2 órára nő, ha a szerelvénynek minden állomáson meg kell állnia.

## Kivitelezés

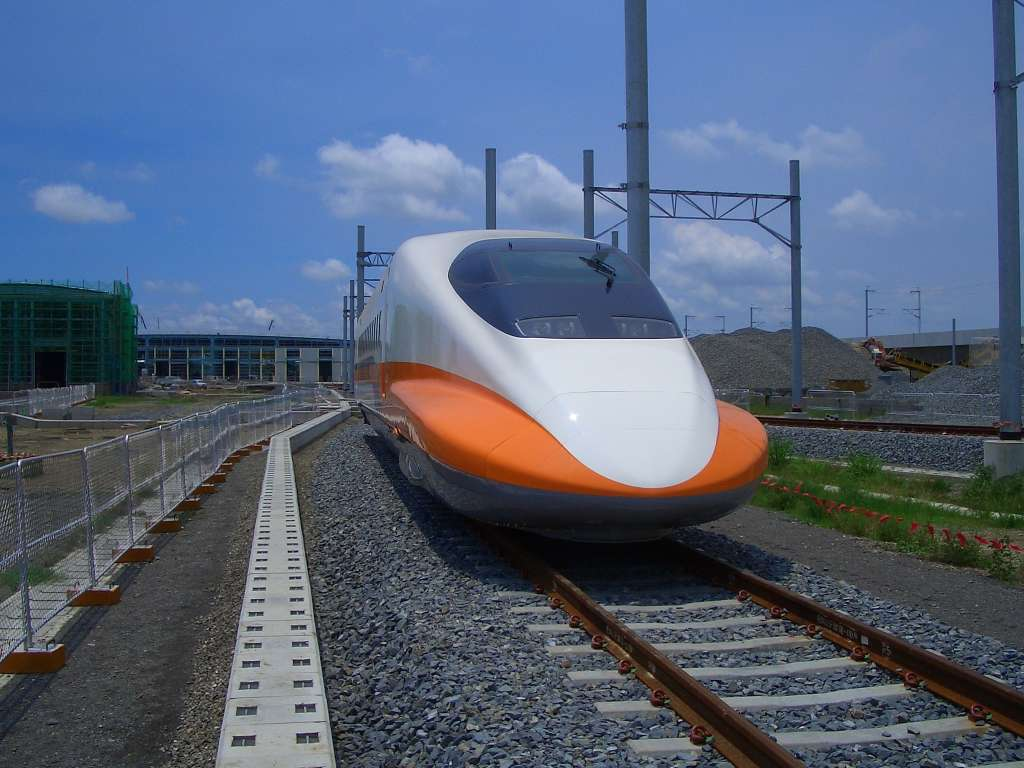
A Taiwan High Speed 700T motorvonat

A tajvani Közlekedési Minisztérium 1990-ben készített megvalósíthatósági tanulmányt a Tajpej és Kaohsiung közötti nagysebességű vasúthálózat építésének lehetőségéről. Az állami jóváhagyás után 1998-ban láttak hozzá az előkészítő munkákhoz.
Az európai Intercity Express hálózatot választották mintául és partnernek. Azonban a 101 halálos áldozattal és 88 súlyos sérülttel járó 1998-as eschedei vasúti baleset után a megrendelők elbizonytalanodtak, majd ehhez még hozzájárult a 2500 áldozatot követelő tajvani Chi-Chi földrengés 1999. szeptember 21-én. Ezután esett a választás inkább a biztonságosabb (földrengés- és tájfunbiztos) japán Sinkanszen technológiára az ICE helyett.
Maga az építkezés 2000 márciusában kezdődött el. 2005 januárjában került sor az első próbaútra, és már októberben sikeresen bizonyítottak a szerelvények 315 km/h-s sebességgel. 2007. január 5-én kezdődött a tesztelés kereskedelmi forgalomban, napi 19-19 járattal, ekkor még csak félárú jegyekkel. A hivatalos átadás 2007 március 2-án volt Tajpeji Főpályaudvar avatásával.
A rendszer 13 állomásból áll majd, ebből 8 már üzemel, további öt állomást 2012-ig kapcsolnak be a rendszerbe.

## Járatok
A belföldi repülőjáratoknak erős konkurenciát támasztó THSR az alábbiak szerint állította össze menetrendjét. Minden járat érinti Tajpej, Banqiao és Taichung állomásokat, de a többi állomás tekintetében eltérnek egymástól.
Érintik:
- A 100-as járatok: útközben csak Banqiao és Taichung állomásokat
- A 200-as járatok: útközben csak Banqiao, Taichung Chiayi és Tainan állomásokat
- A 400-as járatok: útközben minden állomást
- Az 500-as járatok: csak Tajpej és Taicung között közlekedik, minden állomáson megáll.

A szerelvények belső kiképzése is a repülőgépeket idézi, hozzájuk hasonló módon megtalálható az ún. economy class és az ún. business class, ahol a fedélzeten széles ülések, igény szerint állítható audiórendszer, csatlakozási lehetőség laptopok és egyéb készülékek számára, valamint wifi várja az utazóközönséget.

## Kihasználtság
A zsúfolt belföldi repülőjáratokat alapul véve az előzetes számítások szerint a napi utaslétszám eléri majd a 180 000 főt, ami 2036-ra napi 400 000 főre nő. Később a napi elvárt forgalmat kénytelenek voltak módosítani - lefelé - 140 000 főre. A gyorsvasút hálózat ugyanis nincs maximálisan kihasználva, ezért a kezdeti, irányonként napi 19 járatot fokozatosan emelték napi 37 járatra, hogy a járatsűrűséggel minél több utast csábítsanak át a légitársaságoktól.
2007. június 3-án az ötmilliomodik utast köszönthették.
A kihasználtság elmaradt a várttól (2007 áprilisában 51,87%), de így is sikerült elérni az előirányzott bevételt, 1 milliárd tajvani dollárt.
| 2007 január               | 2007 február              | 2007 március              | 2007 április                |
| ------------------------- | ------------------------- | ------------------------- | --------------------------- |
| 598 millió tajvani dollár | 670 millió tajvani dollár | 870 millió tajvani dollár | 1,1 milliárd tajvani dollár |

## Képek

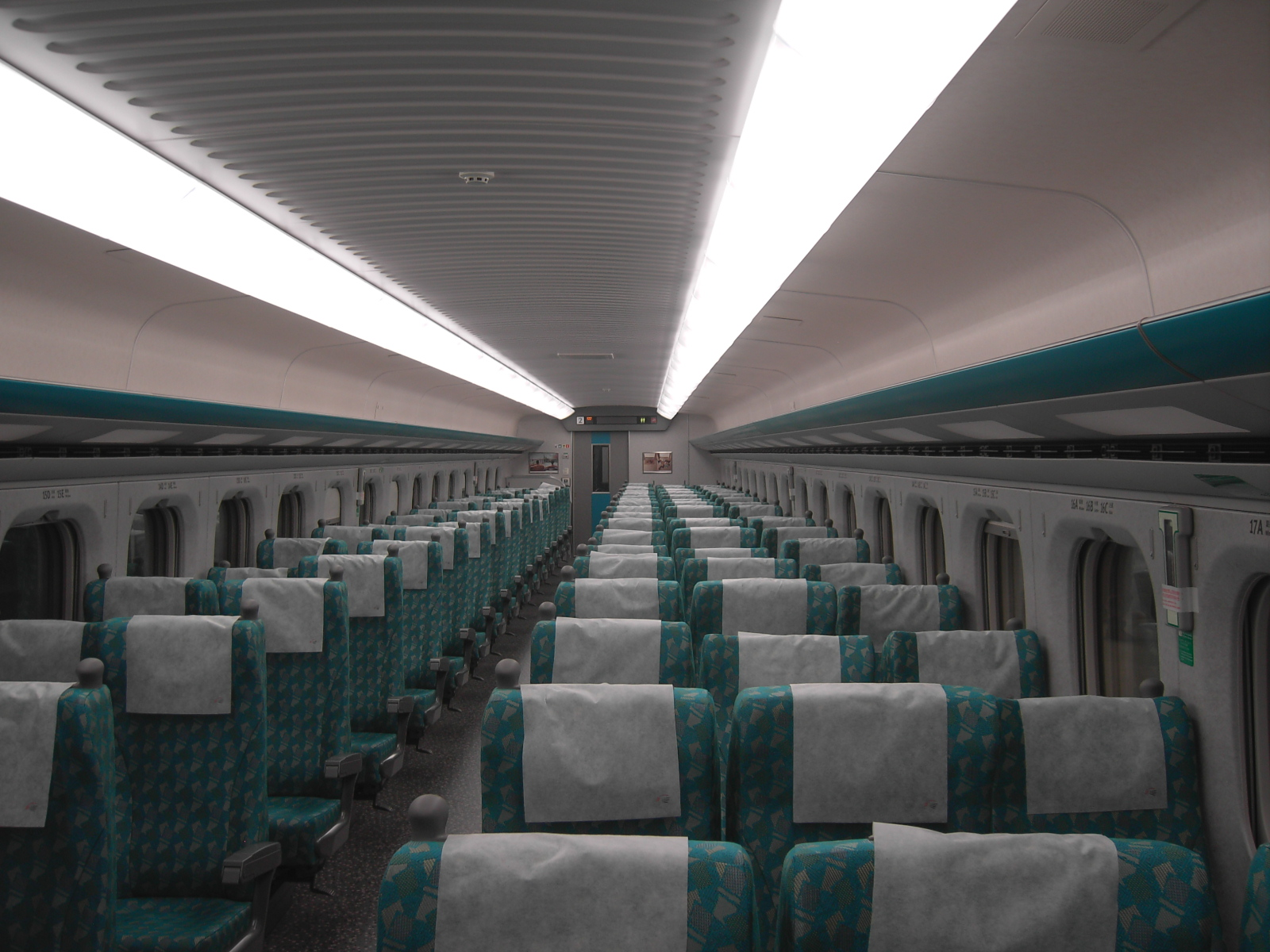
Az economy class
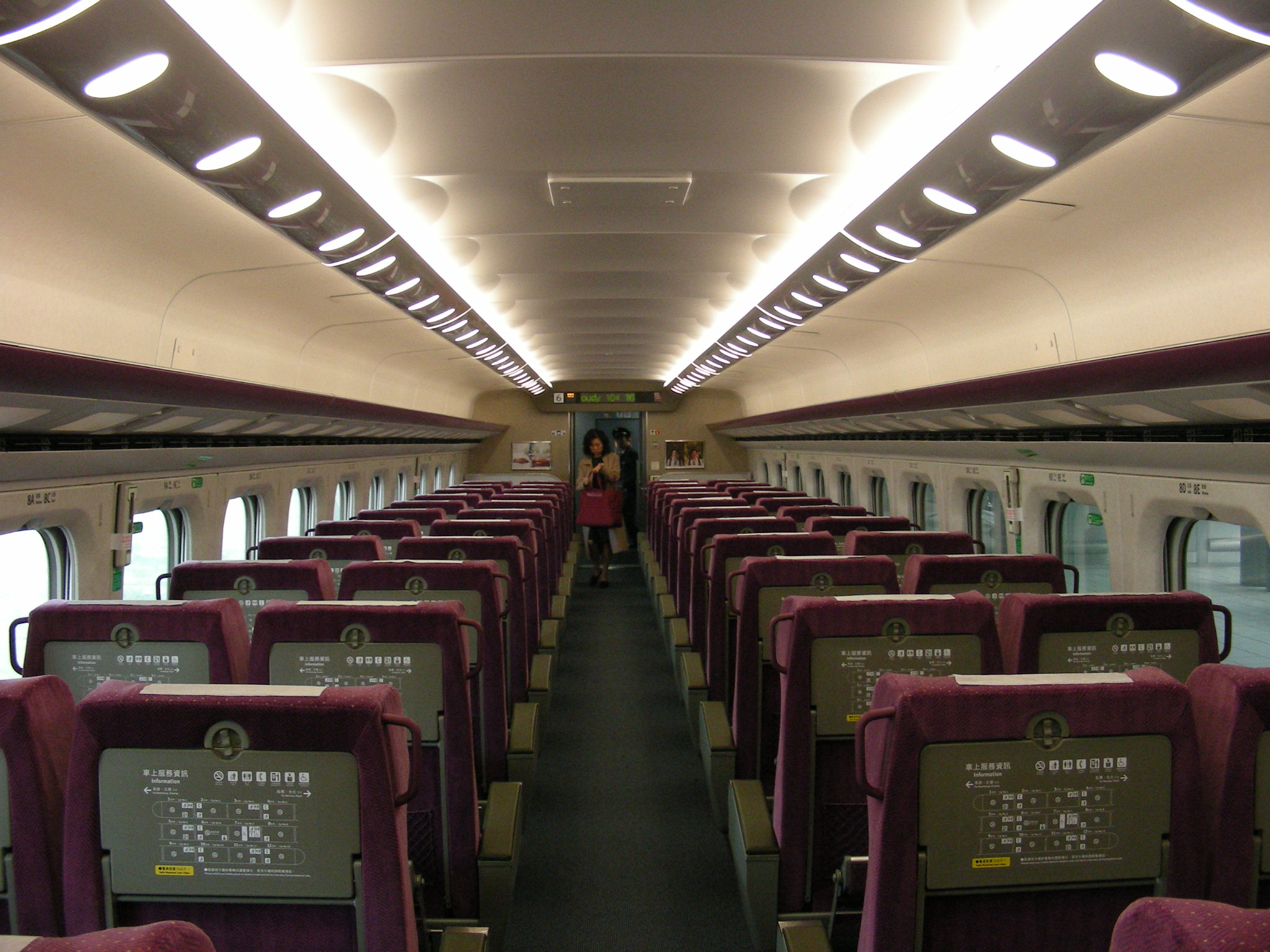
A business class
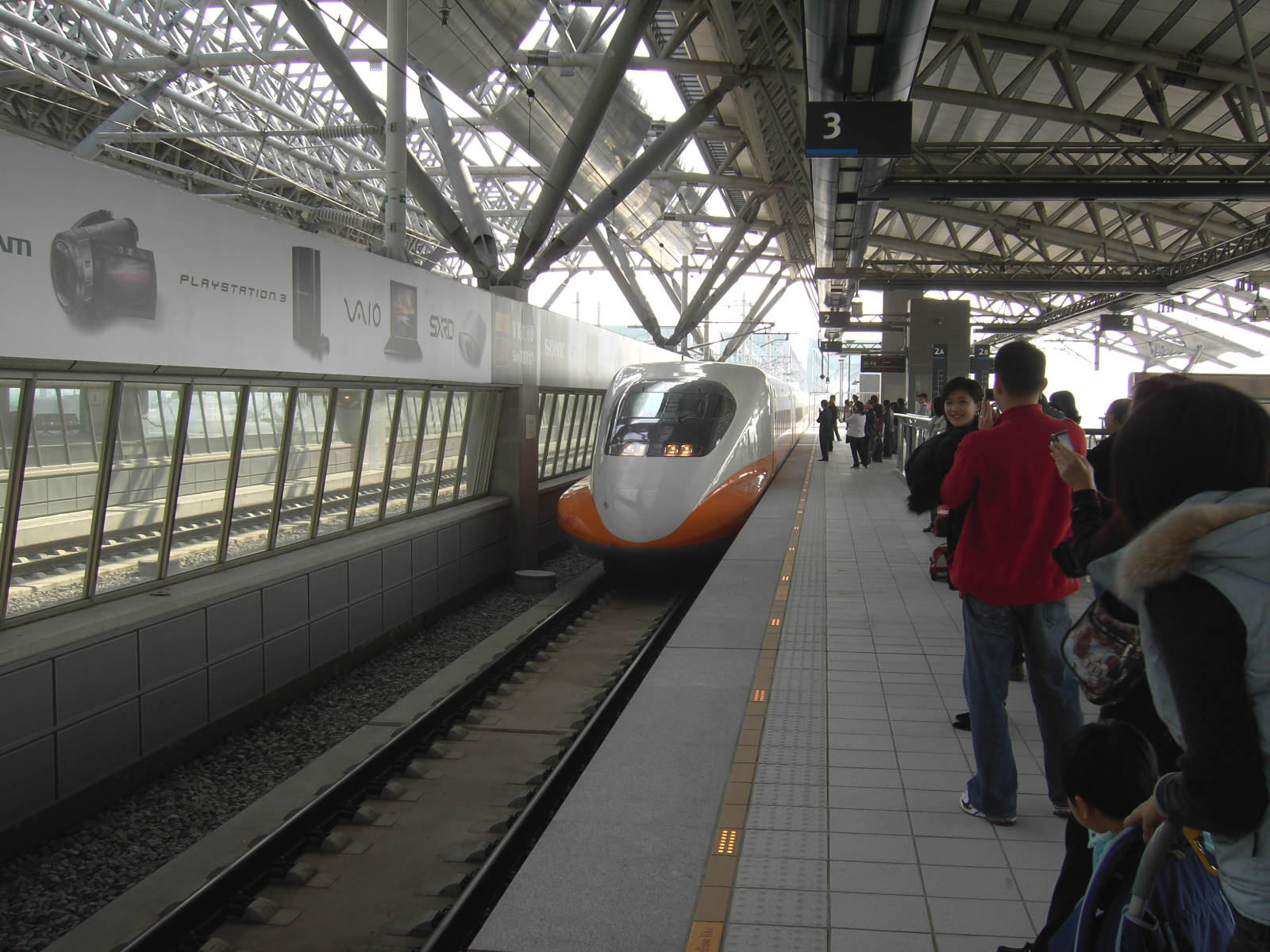
A THSR befut Taichung állomására
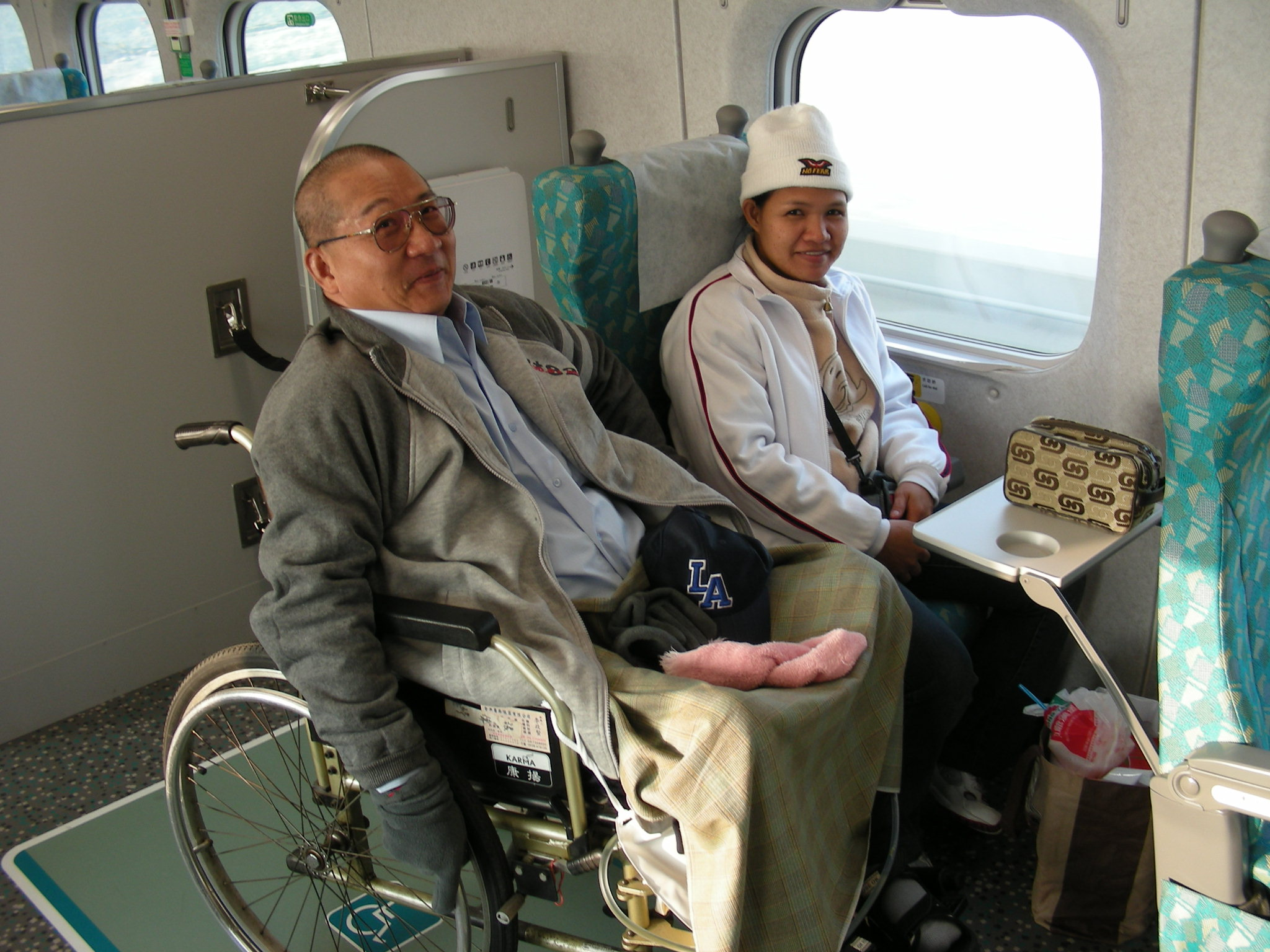
Mozgássérültek számára kialakított hely

## Fordítás
Ez a szócikk részben vagy egészben  a   Taiwan_High_Speed_Rail című angol Wikipédia-szócikk fordításán alapul.  Az eredeti cikk szerkesztőit annak laptörténete sorolja fel. Ez a jelzés csupán a megfogalmazás eredetét és a szerzői jogokat jelzi, nem szolgál a cikkben szereplő információk forrásmegjelöléseként.